# Fred Frith
Fred Frith (Heathfield, Sussex Oriental, 17 de fevereiro 1949) é um músico e compositor inglês. Ele é irmão de Simon Frith, um renomado crítico musical e sociólogo e Chris Frith, um psicológo.
Seu instrumento primário é a guitarra, chegando a gravar uma série de álbuns chamada Guitar Solos, com solos de guitarra experimentais, durante a década de 1970. Ele também toca baixo, violino e xilofone. Ele foi membro fundador das bandas inglesas de rock progressivo de vanguarda Henry Cow e Art Bears. Enquanto morava em Nova York ele formou duas bandas de improvisação no início da década de 1980, Massacre e Skeleton Crew. Ele já colaborou com Robert Wyatt, Brian Eno, Lars Hollmer, The Residents, Lol Coxhill, John Zorn, Bill Laswell, Derek Bailey, Rova, Attwenger, entre outros. Frith também gravou dois discos com a banda experimental French Frith Kaiser Thompson, ao lado de Henry Kaiser, John French e Richard Thompson.
Em 1990, os cineastas alemãs Nicolas Humbert e Werner Penzel filmaram Step Across the Border, um documentário sobre a vida de Frith, seu trabalho e sua filosofia em relação ao processo de composição, e de também de várias músicos famosos do East Village de Nova York e do mundo da New Music: Arto Lindsay,Cyro Baptista, Iva Bittova, René Lussier e Tom Cora, entre outros.
Ele é professor do Departamento de Música no Mills College em Oakland, Califórnia.